# Herbert Schäfer
Pour les articles homonymes, voir Schäfer.
Herbert Schäfer (né le 16 août 1927 à Siegen en Rhénanie-du-Nord-Westphalie et mort le 16 mai 1991 dans la même ville) est un footballeur international allemand, qui évoluait au poste de milieu de terrain.

## Biographie

### Carrière en sélection
Avec l'équipe d'Allemagne, il dispute un match (pour aucun but inscrit) en 1957.
Il dispute les Jeux olympiques en 1952 et 1956.